# Mornay-sur-Allier
Mornay-sur-Allier ist eine französische Gemeinde mit 417 Einwohnern (Stand: 1. Januar 2022) im Département Cher in der Region Centre-Val de Loire; sie gehört zum Arrondissement Saint-Amand-Montrond und zum Kanton Dun-sur-Auron. 

## Geografie
Mornay-sur-Allier liegt etwa 55 Kilometer südöstlich von Bourges. Der Allier begrenzt die Gemeinde im Osten. Umgeben wird Mornay-sur-Allier von den Nachbargemeinden Neuvy-le-Barrois im Norden, Mars-sur-Allier im Nordosten, Langeron im Osten, Livry im Südosten, Château-sur-Allier im Süden sowie Sancoins im Westen.

## Bevölkerungsentwicklung
| Jahr      | 1962 | 1968 | 1975 | 1982 | 1990 | 1999 | 2006 | 2018 |
| Einwohner | 451  | 438  | 403  | 394  | 407  | 440  | 458  | 431  |

Quellen: Cassini und INSEE

## Sehenswürdigkeiten
- Kirche Saint-Paixent aus dem 12. Jahrhundert